# Roscoea wardii
Roscoea wardii là một loài thực vật có hoa trong họ Gừng. Loài này được Elizabeth Jill Cowley miêu tả khoa học đầu tiên năm 1982,

## Lịch sử phân loại
Cowley miêu tả loài theo mẫu vật do Kingdon Ward thu thập giai đoạn 1926 – 1933 tại tỉnh Assam, Ấn Độ thuộc Anh (nay là bang Arunachal Pradesh). Tuy nhiên, cần lưu ý là năm 1936 thì Heinrich Raphael Eduard Handel-Mazzetti đã mô tả thứ R. blanda var. pumila theo các mẫu vật 3351 (thu thập ngày 30 tháng 6 năm 1914, hoa màu hồng, cao độ 2.700-3.000 m, giữa Jaoping và Boloti ở Yungbei = Vĩnh Bắc, tên gọi trước năm 1934 của huyện Vĩnh Thắng, tỉnh Vân Nam) và 9510 (thu thập ngày 10 tháng 7 năm 1916, hoa màu tía, cao độ 3.500-3.800m, sườn phía tây đèo Pangblanglong nằm giữa các sông Salween và Irrawaddy, trong tỉnh Vân Nam, mẫu định danh) trong chuyến thám hiểm tây nam Trung Quốc giai đoạn 1914 - 1918 của Akademie der Wissenschaften in Wien.

## Phân bố
Cây bụi, bãi cỏ, những nơi có cỏ lộ thiên; ở cao độ 2.400-3.500 m tại Ấn Độ (Arunachal Pradesh), Myanmar và Trung Quốc (Tây Tạng, Vân Nam). Tên gọi trong tiếng Trung: 白象牙参 (bạch tượng nha sâm), nghĩa đen là sâm răng voi trắng.

## Mô tả
Cây cao 14–32 cm. Lá không phiến lá 3-5, với gân màu hồng. Lá thông thường 2-3; lưỡi bẹ 1–2 mm; phiến lá mặt xa trục màu xanh xám, hình elip, 7-8 × 1,7-4,5 cm, có lông như vảy thưa ở cả hai mặt, mép lá trong suốt, có nhú nhỏ, đỉnh nhọn đến nhọn hoắt. Lưỡi bẹ trong suốt, 1–2 mm. Cụm hoa được bẹ lá bao quanh hoặc thò ra rất ngắn từ bẹ lá; cuống nhẵn; lá bắc màu lục nhạt, dài 3,5-5,5 cm, đỉnh tù, 2 lá bắc ở gốc ban đầu hợp nhất, sau đó tách ra khi hoa thứ hai nở. Hoa màu tía sẫm. Đài hoa 3,3-4,5 cm, đỉnh 2 thùy; các thùy thuôn tròn ở đỉnh. Ống tràng hoa thường thò ra từ đài hoa khi nở hoa, 4–8 cm; thùy trung tâm hình trứng ngược hoặc hình elip rộng, 2-3,2 × 1,3-2,5 cm; các thùy bên thuôn dài đến thẳng-thuôn dài, 1,7-3,4 cm. Nhị lép bên hình elip, 1,6–2 cm × 0,7–1 cm; vuốt ngắn. Cánh môi uốn ngược, hình trứng ngược, 2,2-4,5 × 1,6-4,5 cm gồm cả vuốt dài 8–10 mm, xẻ thùy sâu; các thùy có 3 sọc trắng, nổi lên ở gốc, đỉnh có khía răng cưa. Bao phấn màu trắng, các ngăn 6–9 mm; cựa liên kết 5–8 mm. Bầu nhụy 1-1,2 cm, 3 ngăn. Vòi nhụy màu tía; đầu nhụy màu trắng. Quả nang ~3 × 1 cm. Hạt hình elipxoit đến 3 góc. Ra hoa tháng 6-8.
R. wardii thuộc nhánh Trung Quốc của Roscoea, phù hợp với phân bố địa sinh học của nó.  Các loài có quan hệ họ hàng gần bao gồm R. cautleyoides, R. humeana và R. praecox.

## Hình ảnh

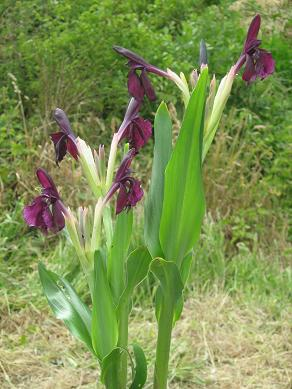